# Ноябрьск II
Ноябрьск 2 — одна из двух железнодорожных станций в городе Ноябрьск, служащая для перевозки пассажиров, которая находится на линии Войновка - Новый Уренгой. Станция расположена на Магистральной улице.

## Транспортное сообщение
Через станцию в обоих направлениях следуют пассажирские и товарные поезда из Нового Уренгоя в Москву, Казань, Уфу, Новосибирск, Челябинск и другие города. В летний период назначаются пассажирские поезда из Нового Уренгоя в Анапу и Сочи. Со станции поезда не отправляются, так как она является транзитной. 

### Круглогодичное движение поездов
| № поезда  | Маршрут движения             | № поезда  | Маршрут движения             |
| --------- | ---------------------------- | --------- | ---------------------------- |
| 11 "Ямал" | Новый Уренгой — Москва       | 12 "Ямал" | Москва — Новый Уренгой       |
| 109       | Новый Уренгой — Москва       | 110       | Москва — Новый Уренгой       |
| 125 "Обь" | Новый Уренгой — Новосибирск  | 126 "Обь" | Новосибирск — Новый Уренгой  |
| 309       | Новый Уренгой — Екатеринбург | 310       | Екатеринбург — Новый Уренгой |
| 331       | Новый Уренгой — Уфа          | 332       | Уфа — Новый Уренгой          |
| 377       | Новый Уренгой — Казань       | 378       | Казань — Новый Уренгой       |
| 379       | Новый Уренгой — Оренбург     | 380       | Оренбург — Новый Уренгой     |

### Сезонное движение поездов
| № поезда | Маршрут движения      | № поезда | Маршрут движения      |
| -------- | --------------------- | -------- | --------------------- |
| 589      | Новый Уренгой — Адлер | 590      | Адлер — Новый Уренгой |
| 595      | Новый Уренгой — Анапа | 596      | Анапа — Новый Уренгой |